# CS-23Light
CS-23Light ist eine geplante, europaweite Bauvorschrift über die Bauartzulassung für Leichtflugzeuge. Die Europäische Agentur für Flugsicherheit (EASA) plant unter dem Prozess European Light Aircraft (ELA) eine neue Flugzeugklasse bis 1200 kg, die unter der Certification Specification CS-23Light zugelassen werden soll.

## Hintergrund
Die EASA hat vor auf Basis der Notice of Proposed Amendment (NPA) 2008-07 gravierende Änderungen der Zulassungsbestimmungen innerhalb der Allgemeinen Luftfahrt vorzunehmen. Diese Initiative wurde aufgrund einer Abnahme der Aktivität der „klassischen“ Freizeit Luftfahrt (“classical” leisure aviation) und der Entwicklung der Ultraleicht-Bewegung in Europa notwendig. Feedback aus der Industrie und von Betreibern war, dass der Rechtsrahmen für Freizeit Flugzeuge (recreational aircraft) schrittweise zu umfangreich für die Art der Verwendung wurde sowie zu übermäßig hohem bürokratischen Aufwand für Entwickler und Hersteller dieser Typen führt.
Änderungen zu einer bedarfsgerechten Auslegung werden durch die EASA im Rahmen des zweiteiligen European Light Aircraft (ELA) Prozesses umgesetzt. Eine der herausragenden Neuerungen ist die Schaffung neuer Flugzeugklassen im Rahmen der ELA 1. Eine dieser neuen Klassen wird mit der Certification Specification CS-23Light definiert.
Die CS-23Light wird für Flugzeuge bis 1200 kg ausgelegt sein und auf der Grundlage der FAR-23 Amendment 7 entwickelt. Der Grund für diese Gewichtsklassifizierung ist, dass die überwiegende Mehrheit der vorhandenen Flugzeuge in diesem Gewichtsbereich des Regelwerks zertifiziert ist. Diese Basis wird um bestimmte Special Conditions erweitert werden müssen, um neuen Technologien wie z. B. Verbundwerkstoffen und Glascockpits Rechnung tragen zu können.